# Marie-Anne Dujarier
 (février 2018).
Si vous disposez d'ouvrages ou d'articles de référence ou si vous connaissez des sites web de qualité traitant du thème abordé ici, merci de compléter l'article en donnant les références utiles à sa vérifiabilité et en les liant à la section « Notes et références ».
Marie-Anne Dujarier, née en 1966, est une sociologue française, professeure à l’université Paris-Cité (IHSS).

## Carrière et travaux
Elle a précédemment enseigné au Conservatoire national des arts et métiers, à la Sorbonne-Nouvelle et à l’École polytechnique.

## Principaux ouvrages
- Troubles dans le travail : sociologie d'une catégorie de pensée, PUF, septembre 2021 (352 p.)[2],[3],[4] [présentation en ligne]
- Les cadres organisateurs à distance : enquête quantitative et clinique, éditions de l’APEC (Association pour l’emploi des Cadres), avec la participation de L. Wolff. (123 p.), 2015
- Le management désincarné : enquête sur les nouveaux cadres du travail, La Découverte, 2015. 250 p. 2e édition en format poche, en 2017. Prix du « Meilleur ouvrage sur le monde du travail », décerné par le Toit Citoyen. [présentation en ligne] [présentation en ligne]
- Le travail du consommateur, La Découverte, septembre 2008, 246 p. 2e édition en Poche, avec une Postface inédite en 2014. Publication en italien avec une préface de Giampaolo Fabris. Egea, Culture e Societa 2009. [présentation en ligne]
- L’idéal au travail, PUF (préface de V. de Gaulejac), 2006, 240 p. 2e édition (collection Quadrige blanche) avec un avant-propos en 2012. 3e édition en 2017 (collection Quadrige Rouge). Publication en espagnol, aux Éditions Modus Laborandi, en 2010. Lauréate du « Prix du Monde », 2006. [présentation en ligne]

### Direction ou codirection d’ouvrages et de revues
- Idées reçues sur le travail : emploi, activité, organisation, Le Cavalier Bleu, 2023
- L'activité en théories : regards croisés sur le travail (Tome II), sous la direction de Marie-Anne Dujarier, Anne Gillet et Pierre Lénel (coll. Travail et activités humaines). Octarès éditions, 2021
- L'activité en théories : regards croisés sur le travail, sous la direction de Marie-Anne Dujarier, Corinne Gaudart, Anne Gillet et Pierre Lénel (coll. Travail et activités humaines). Octarès éditions, 2016
- L'activité du client : un travail ?, avec S. Bernard et G. Tiffon, Sciences de la Société. no 82, avril 2012.
- Les travailleurs du management : acteurs, dispositifs et politiques d'encadrement, avec Boussard V., et Ricciardi F., Octarès, « Le travail en débats, Hors série », 2020, 223 p.
- Travailler sur le travail : histoire de vie et choix théorique, Clinique & changement social, L'Harmattan, 2020, 209 p.
- Travailleurs sociaux en recherche-action : éducation, insertion, coopération. L’Harmattan, « Recherche-Action en pratiques sociales ». 2010. 218 p.
- Jouer / Travailler, avec S. Le Lay, Travailler, No 39, mars 2018.